# سورة الزلزلة
سورة الزَّلْزَلَة هي سورة مدنية، من المفصل، آياتها 8، وترتيبها في المصحف 99، في الجزء الثلاثين، بدأت بأسلوب شرط ﴿إِذَا زُلْزِلَتِ الْأَرْضُ زِلْزَالَهَا ۝١﴾ [الزلزلة:1]، نزلت بعد سورة النساء.

## تسميتها وآياتها
سُميت هذه السورة بالزلزلة؛ على أول آية منها، وهي تتحدث عن زلزال الأرض عند قيام الساعة. وآيات هذه سورة (8)، تتألف من (36) كلمة في (158) حرف 

## محتواها
تتكلم السورة عن شرائط الساعة وكل ما يحدث للأرض يوم القيامة، وإشارة إلى صدور الناس للجزاء، كما تحكي عن دهشة البشر في ذلك اليوم، وعن رؤيتهم لأفعالهم أو صحيفة أعمالهم وما سُجّل فيها من حسنات أو سيئات.

## فضلها
قال العلماء وهذه السورة فضلها كثير وتحتوي على عظيم، روى الترمذي عن أنس بن مالك قال: قال رسول الله: من قرأ إذا زلزلت عدلت له بنصف القرآن ومن قرأ قل يا أيها الكافرون عدلت له بربع القرآن ومن قرأ قل هو الله أحد عدلت له بثلث القرآن، وروي عن علي بن أبي طالب رضي الله عنه قال: قال رسول الله: من قرأ إذا زلزلت أربع مرات كان كمن قرأ القرآن كله، وروى عبد الله بن عمرو بن العاص قال: لما نزلت إذا زلزلت بكى أبو بكر فقال النبي: لولا أنكم تخطئون وتذنبون ويغفر الله لكم لخلق أمة يخطئون ويذنبون ويغفر لهم إنه هو الغفور الرحيم.

## سبب النزول
روى عبد الله بن عمر قال: نزلت إِذا زلزلت الأرض زلزالها وأبو بكر الصديق رضي الله عنه قاعد فبكى أبو بكر فقال له رسول الله: ما يبكيك يا أبا بكر قال: أبكاني هذه السورة فقال رسول الله: لو أنكم لا تخطئون ولا تذنبون لخلق الله أمة من بعدكم يخطئون، أما قوله تعالى (فَمَن يَعمَل مِثقالَ ذَرَّةٍ خَيراً يَرَهُ وَمَن يَعمَل مِثقالَ ذَرَّةٍ شَرّاً يَرَهُ) قال مقاتل: نزلت في رجلين كان أحدهما يأتيه السائل فيستقل أن يعطيه التمرة والكسرة والجوزة ويقول: ما هذا شيء وإنما نؤجر على ما نعطي ونحن نحبه وكان الآخر يتهاون بالذنب اليسير الكذبة والغيبة والنظرة ويقول: ليس علي من هذا شيء إنما أوعد الله بالنار على الكبائر فأنزل الله عز وجل يرغبهم في القليل من الخير فإنه يوشك أن يكثر ويحذرهم اليسير من الذنب فإنه يوشك أن يكثر (فَمَن يَعمَل مِثقالَ ذَرَّةٍ خَيراً يَرَهُ) إلى آخرها.

## معاني الكلمات
- زلزلت الأرض: حركت تحريكا عنيفا متكررا عند النفخة الأولى .
- أثقالها: كنوزها وموتاها في النفخة الثانية .
- تحدث أخبارها: تدل بحالها على ما عمل عليها .
- أوْحى لها: جعل في حالها دلالة على ذلك .
- يصدر الناس: يخرجون من قبورهم إلى المحشر .
- أشتاتا: متفرقين على حسب أحوالهم .
- مِثقال ذرّة: وزن أصـغر نملة أو هباءَة .

## تفسير السورة
إذا زلزلت الأرض أي حركت لقيام الساعة، زلزالها تحريكها الشديد المناسب لعظمتها، وأخرجت الأرض أثقالها: كنوزها وموتاها فألقتها على ظهرها، وقال الإنسان: الكافر بالبعث، ما لها: إنكارا لتلك الحالة، يومئذ: بدل من إذا وجوابها، تحدث أخبارها: تخبر بما عمل عليها من خير وشر، بأن: بسبب أن، ربك أوحى لها: أي أمرها بذلك في الحديث تشهد على كل عبد أو أمة بكل ما عمل على ظهرها، يومئذ يصدر الناس: يتصرفون من موقف الحساب، أشتاتا: متفرقين فآخذ ذات اليمين إلى الجنة وآخذ ذات الشمال إلى النار، ليروا أعمالهم: أي جزاءها من الجنة أو النار، فمن يعمل مثقال ذرة: زنة نملة صغيرة، خيرا يره: ير ثوابه، ومن يعمل مثقال ذرة شرا يره: ير جزاءه.